# Nathan Mensah
Nathan Mensah (Accra, 9 aprile 1998) è un cestista ghanese.

## Carriera
Dopo aver trascorso la carriera universitaria con gli SDSU Aztecs, il 5 settembre 2023 viene firmato dagli Charlotte Hornets, che lo rilasciano nel successivo mese di ottobre; viene quindi inserito nel roster della franchigia affiliata di NBA G League dei Greensboro Swarm. Il 14 dicembre fa ritorno agli Hornets con un two-way contract.